# Deborah York
Deborah York (9. November 1964 in Sheffield) ist eine britisch-deutsche Opern- und Konzertsängerin (Stimmfach Koloratursopranistin). Sie fungiert auch als Dirigentin und Hochschullehrerin.

## Leben und Karriere
Deborah York war von Kindheit an mit Musik in ihren verschiedensten Ausformungen konfrontiert und sie hatte viele verschiedene Lehrer. Mit sechs Jahren lernte sie Klavier bei Avis Benn, mit neun Gesang bei Greta Rawson in Sheffield. Es folgten Schlagzeug-Lektionen bei Len Addy, ihre Fertigkeit darin führten zu Auftritten mit dem Rotherham Youth Orchestra und der Killamarsh Silver Band. Mit 16 nahm sie Gesangsstunden bei Jean Allister in Leeds. Sie studierte Musikwissenschaften an der University of Manchester und graduierte dort auch mit Erfolg. Es folgte ein Jahr des Gesangsstudiums in der Guildhall School of Music and Drama (bei Laura Sarti), danach Privatunterricht bei Janice Chapman in London. Ihre Gesangsausbildung schloss York in Manchester ab. Ihre Bühnenlaufbahn begann mit Mozart. 1993 debütierte sie als Servilia in dessen La Clemenza di Tito mit dem Glyndebourne Touring Opera Orchestra unter Ivor Bolton, gefolgt von Barbarina in Le nozze di Figaro am Royal Opera House Covent Garden unter Stabführung von Bernard Haitink.
Das Repertoire der Sängerin reicht von Barock bis Strawinsky, Britten und Birtwistle. An der Staatsoper Unter den Linden in Berlin übernahm sie die Ismene (in Telemanns Orpheus) und die Iris (in Händels Semele), in London Giannetta und Anne Truelove (in Donizettis L’elisir d’amore und in Strawinskis The Rake’s Progress) sowie an der Nederlandse Opera die Fortuna (in Monteverdis L’incoronazione di Poppea). Sie gastierte auch an der Bayerischen Staatsoper in München in mehreren Rollen – als Euridice (im Monteverdi'schen L’Orfeo), als Almirena (in Händels Rinaldo), als Blonde (in Mozarts Entführung aus dem Serail), als l'Amour (im Gluck'schen Orphée et Eurydice) sowie als Lucia in Brittens Rape of Lucretia.
Umfangreiche Konzerttätigkeit mit führenden europäischen Barockensembles. 

## Auszeichnung
Deborah York gewann 1999 mit John Eliot Gardiner und dem London Symphony Orchestra einen Grammy für die beste Opern-Aufnahme.